# Best, Nederländerna

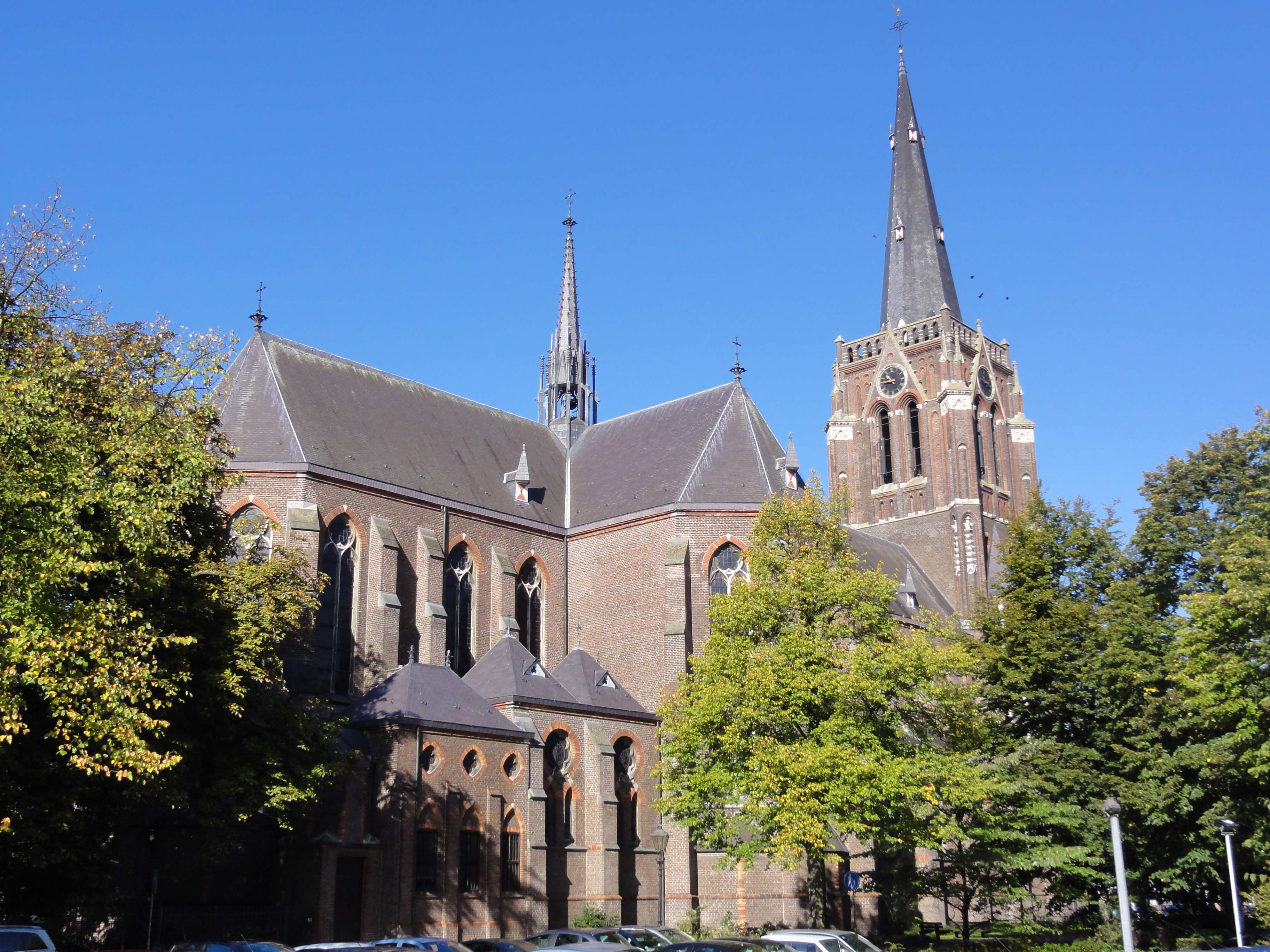
Kyrkan Sint Odulphus.

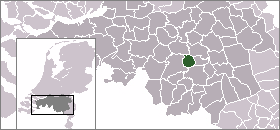
Kommunens placering i provinsen.

Best är en kommun i provinsen Noord-Brabant i Nederländerna. Kommunens totala area är 34,97 km² (där 0,79 km² är vatten) och invånarantalet är på 28 667 invånare (februari 2012).